# 谯姓
譙姓，是中文姓氏之一，在《百家姓》中排第496位。在中国四川省和重庆市之外，谯姓是现代极罕见的姓氏。

## 延伸阅读
[在维基数据编辑]
 《百家姓》
 《欽定古今圖書集成·明倫彙編·氏族典·譙姓部》，出自陈梦雷《古今圖書集成》